# O Aldrúbia
O Aldrúbia foi publicado em Lisboa entre 1931 e 1932 tendo como  diretor  José Tavares